# Tourlída
Tourlída, en grec moderne : Τουρλίδα, est une petite île du golfe de Patras et un village du dème de la ville sainte de Missolonghi, district régional d’Étolie-Acarnanie, en Grèce-Occidentale.
Selon le recensement de 2011, la population du village s'élève à 15 habitants.